# 사면
사면(赦免, 영어: Pardon)의 사전적 의미는 죄를 용서하여 기소나 형벌을 면제하는 것이다. 형사적 절차에 의하지 않고 형선고의 효과, 공소권의 소멸 또는 형집행의 면제 권능을 가지는 국가원수의 특권(대권)이다. 광의의 사면은 앞의 개념에 감형과 복권도 포함한다.

## 정의

### 사면
대한민국에서 사면은 형벌 면제를 의미하는 헌법 제79조(①대통령은 법률이 정하는 바에 의하여 사면·감형 또는 복권을 명할 수 있다. ②일반사면을 명하려면 국회의 동의를 얻어야 한다. ③사면·감형 및 복권에 관한 사항은 법률로 정한다.)에 의하는 대통령의 사면, 감형과 복권 뿐만 아니라 검사가 범인의 연령, 성행, 지능과 환경, 피해자에 대한 관계, 범행의 동기, 수단과 결과, 범행 후의 정황의 사항을 참작하여 공소를 제기하지 아니할 수 있는 형사소송법 제247조(기소편의주의)에 의한 불기소처분(사건에 대한 각하, 기소유예)에 의한 기소면제를 말한다고 이중적으로 정의하고 있는 바와 같이, 전세계적으로도 "사면"(pardon)이란 형벌면제만을 의미하는 것이 아니라 기소면제인 놀리 프로시콰이(Nolle prosequi)도 포함하는 의미이다. 영국왕의 은사권 또는 미국 대통령의 사면권도 당연히 기소면제를 포함한다.

### 복권
복권(復權)은 형의 언도로 인해 법령이 정한 바에 의한 자격이 상실 또는 정지된 자를 대통령의 명령에 의해 그 자격을 다시 회복시키는 것이다. 그러나 사면에 의한 복권은 자격을 회복할 뿐이지 형선고의 효력이 없어지는 것이 아니다. 단 특별한 경우 형선고의 효력을 없앨 수 있다. 복권이 되어도 기성의 효과는 사라지지 않는다. 복권은 형의 집행을 종료하지 않은 자나 집행의 면제를 받지 않은 자에 대해서는 행해지지 않는다(헌법 제79조, 사면법 제6조). 일반복권은 대통령령에 의하고 특별복권은 대통령의 명으로 한다. 모두 국무회의 심의를 거쳐야만 한다.

### 특별사면
대사(大赦)라고도 한다. 법률에 기하여 대통령이 죄의 종류를 정하여 대통령 포고를 작성하여 행하는 국가적 형벌의 면제 또는 경감을 말한다. 특별사면이 취해진 죄에 대해서는 첫째 유죄의 판결이 선고된 경우에는 그 판결이 실효되고, 공소중의 사건은 그 공소가 소멸된다. 일반적으로 국가적인 경사가 있을 경우에 행하여진다. 여당이 선거법 위반자의 구제 등을 위해서 정치적으로 이용하는 경우가 있다. 법률상으로는 일반사면이라고 한다.

### 놀리 프로시콰이
한국에서는 불기소 범죄에 대한 사면은 사면법상 사면의 종류로 인정되지 않고 있으나, 영국의 은사권, 미국의 사면권에는 당연히 불기소 범죄에 대한 사면인 놀리 프로시콰이(Nolle prosequi)가 인정된다.
국회가 사면법을 개정하지 않아도 한국 대통령이 놀리 프로시콰이라는 대권을 행사할 수 있는지를 살펴보면, 미국 헌법이 사례가 될 수 있다.
미국 대통령은 합중국에 대한 범죄에 관하여, 탄핵의 경우를 제외하고, 형의 집행유예 및 사면을 명할 수 있는 권한을 가진다(미국 헌법 제1조 제1절 제1항). 미국 대통령의 사면권은 절대적이므로 연방의회가 대통령 사면권에 제한을 두는 법안을 제정하는 것은 위헌이다. 따라서, 헌법에 "사면"이란 단어 하나로, 불기소 범죄에 대한 사면인 놀리 프로시콰이가 인정된다.

## 정부수립 이후 사면 내역

### 대한민국
1999년 10월 18일 자민련 함석재 의원이 법무부 국정감사에서 공개한 정부수립 이후 특별사면 현황에 따르면 이승만 13년간의 재임중 15차례에 2만 58명 , 윤보선은 2년 남짓한 재임기간에 9차례 4만 8197명, 박정희는 18년간 18회에 걸쳐 2만 2732명, 전두환 7년동안 18차례, 노태우 5년에 7차례 9643명, 김영삼 5년 재임중 19차례에 걸쳐 4만 3805명의 특별사면, 감형, 복권을 단행했다.
김대중은 1998년 2월 취임한 뒤 2002년 9월 27일 까지도로교통법 위반관련 특별감면 조치 2차례를 포함해 모두 6차례에 걸쳐 1037만 8597명이 사면 감형 복권 감면 등의 조치를 받았다. 김영삼은 도로교통법 위반 행위자 441만여명에 대한 1차례 특별감면을 포함해 모두 9차례에 걸쳐 704만여명, 전두환은 도로교통법 위반 행위자에 대한 특별감면이 없었으며 전두환과 노태우는 각각 1만 2364명과 9643명에게 사면 등의 조치를 하였다.
이승만 대통령
- 1948년 9월 27일 정부수립 기념: 일반사면 실시 일반감형 실시 일반복권 실시
- 1950년 12월 28일 무제: 일반사면 실시
- 1951년 1월 1일 환도신념 기념: 특별사면 1901명 특별감형 1259명
- 1951년 10월 17일 무제: 특별감형 1명
- 1952년 3월 1일 무제: 특별사면 3616명 특별감형 2218명
- 1952년 8월 15일 광복절 기념: 일반감형 실시 특별감형 3227명
- 1953년 12월 31일 신년 기념: 특별사면 1467명 특별감형 763명
- 1954년 12월 17일 무제: 특별감형 2명
- 1954년 8월 15일 광복절 기념: 특별감형 2명
- 1955년 1월 1일 신년 기념: 특별사면 31명(14) 특별감형 49명(40)
- 1955년 3월 25일 대통령 제80회 탄신 기념: 특별사면 20명
- 1956년 1월 1일 신년 기념: 특별사면 1155명 특별감형 1062명
- 1956년 8월 15일 광복절 기념: 특별사면 1140명 특별감형 649명
- 1960년 1월 1일 신년 기념: 특별사면 14명
- 1960년 6월 25일 무제: 특별사면 6명

윤보선 대통령
- 1960년 10월 1일 신정부수립 경축 기념: 특별사면 3215명 특별감형 1만 1214명

박정희 대통령
- 1960년 8월 6일 516혁명 기념: 일반사면 실시
- 1960년 7월 17일 제헌절 기념: 특별사면 77명(42)
- 1960년 8월 15일 광복절 기념: 특별사면 4051명 특별감형 7088명
- 1962년 3월 15일 무제: 특별복권 14명(8)
- 1962년 4월 19일 419기념 학생사범: 특별사면 65명(11) 특별감형 7명(1)
- 1962년 5월 16일 516혁명 기념: 일반사면 실시 특별사면 1만 3158명(2284) 특별감형 8752명(1178) 일반복권 실시

절도죄 사면 3074명 감형 1919명, 상해 및 폭행죄 사면 1919명 감형 862명 강도살인 5명, 국가보안법위반 사면 10명 감형 95명 특별조치령 위반 사면 32명 감형 418명
- 1962년 8월 15일 제17대 광복절 기념: 특별사면 399명(130) 특별감형 151명(58)
- 1963년 5월 16일 516혁명 제2주년 기념: 특별사면 72명(5) 특별감형 41명(12)
- 1963년 8월 15일 제18회 광복절 기념: 일반사면 실시 특별사면 17명 일반복권 실시
- 1963년 12월 16일 민정이양 기념: 일반사면 실시 특별사면 94명(11) 특별복권 16명(3)
- 1964년 5월 16일 516혁명 제3주년 기념: 특별사면 11명(1) 특별감형 80명(24)
- 1965년 12월 25일 성탄절 기념: 특별사면 37(8)명 특별감형 19명
- 1967년 7월 1일 제6회 대통령 취임 기념: 특별감형 1476명
- 1969년 8월 15일 제24주년 광복절 기념: 특별사면 795명(53) 특별감형 1748명(808)
- 1970년 8월 15일 제25주년 광복절 기념: 특별사면 308명(20) 특별감형 3267명(434)
- 1970년 12월 25일 무제: 특별사면 73명(10)
- 1971년 7월1일 제7대 대통령 취임 기념: 특별사면 324명 특별감형 3987명
- 1971년 10월 1일 무제: 특별사면 4명(4) 특별감형 26명(26)
- 1972년 10월 1일 무제: 특별사면 7명(7) 특별감형 20명(22)
- 1972년 12년 27일 제9대 대통령취임 유신헌법 공포시행: 특별사면 1203명(17) 특별감형 5017명(444)
- 1973년 2월 9일 무제: 특별복권 1명
- 1973년 8월 15일 무제: 특별사면 9명(9) 특별감형 2명(2)
- 1977년 3월 1일 삼일절 기념: 특별복권 2명
- 1978년 12월 27일 제9대 대통령 취임 기념: 특별사면 988명(82) 특별감형 3087명(1202) 일반복권 실시
- 1979년 8월 15일 광복절 기념: 특별복권 1명

최규하 대통령 권한대행
- 1979년 12월 23일 제10대 대통령 취임 기념: 특별사면 561명(28) 특별감형 31명(31)
- 1980년 2월 29일 무제: 특별복권 116명 일반복권 575명

전두환 대통령
- 1980년 9월 1일 제11대 대통령 취임 기념: 특별사면 516명
- 1980년 11월 20일 무제: 특별사면 2명
- 1981년 1월 23일 무제: 특별감형 12명
- 1981년 1월 31일 [1980년 12월 29일] 이전 징계 공무원 징계사면(일반사면): 13만 1000명
- 1981년 3월3일 제12대 대통령(전두환) 취임 기념: 특별사면 2417명 특별감형 646명 특별복권 167명
- 1981년 4월 3일 무제: 특별사면 58명 특별감형 23명 특별복권 2명
- 1981년 5월 11일 석가탄신일 기념: 특별사면 60명 특별복권 5명
- 1981년 8월 15일 제36주년 광복절 기념: 특별사면 62명 특별감형 4명
- 1982년 1월 1일 무제: 특별사면 11명
- 1982년 3월 3일 대통령 취임 1주년 기념: 특별사면 1419명 특별감형 545명 특별복권 238명
- 1983년 3월 15일 무제: 특별감형 2
- 1983년 8월 12일 제38주년 광복절 기념: 특별사면 77명 특별감형 10명 특별복권 551명
- 1983년 12월 23일 성탄절 기념: 특별사면 36명 특별복권 142명
- 1984년 8월 14일 제39주년 광복절 기념: 특별사면 43명 특별감형 2명 특별복권 671명
- 1984년 10월 2일 개천절 기념: 특별감형 177명
- 1985년 3월 3일 대통령 취임 제4주년 기념: 특별사면 1615명 특별감형 512명
- 1985년 8월 15일 제40주년 광복절 기념: 특별감형 4명
- 1987년 7월 10일 7.1 대통령 담화 관련: 특별사면 1934명 특별복권 401명

노태우 대통령
- 1988년 2월 27일 대통령 취임기념: 특별사면 4548명 특별감형 835명 특별복권 992명
- 1988년 12월 21일 11.26 대통령 특별담화 관련: 특별사면 1268명 특별감형 96명 특별복권 365명
- 1990년 4월 12일 무제: 특별사면 1명
- 1991년 2월 25일 대통령 취임 3주년: 특별사면 914명 특별감형 565명
- 1991년 5월 25일 무제: 특별감형 30명
- 1991년 12월 24일 무제: 특별사면 4명 특별복권 1명

민중당 이재오(46) 사무총장, 수원갑 지구당 이판돌(42) 위원장, 정선지구당 정운환(28) 위원장과 밀입북 사건과 관련하여 서경원 전 의원의 보좌관 김용래(39), 민주당 이길재(51) 대외협력위원장 등 국가보안법 위반자 5명에 대해 특별사면 및 특별복권.
- 1992년 12월 24일 무제: 특별사면 11명 특별감형 1명 특별복권 12명

전 교통부장관 차규헌씨(63)와 전새마을운동 중앙본부 회장 전경환씨(50), 전 건설부장관 김종호(66)·전 청와대 비서관 이학봉(54)·전 서울시 지하철공사 사장 김재명(61)·이창석(43. 전두환 전 대통령의 처남)·유준석(45.전전 대통령의 동서), 전 서울시장 염보현(60)·전서울시교육감최렬곤(62)·전기환(63·전전통령의 형)·황흥식(41.전경환씨 동서)·홍순두(51)·전우환(59·전전대통렴의 사촌동생)·이규승(73. 〃의 처삼촌)·김영도(56.〃의 조카)·김정노(64·전치안본부 통신부장)·정장희(51.전새마을본부 경리부장)·류시정(63)·황인모(48), 이원배전원(60)과 전청와대 비서관 장병조(54)· 이태섭전의원(53)·박재규 전의원(46), 징역 5년이 확정돼 복역중인 임수경(24)  문규현신부(43) 감형
김영삼 대통령
- 1993년 3월 6일 대통령 취임: 특별사면 3만 6850명 특별감형 1076명 특별복권 2987명: 문익환 목사를 특별 가석방하고 70세 이상의 장기복역 간첩 등 공안사범 5800여명을 대거 사면·복권
- 1993년 5월 28일 무제: 특별사면 81명
- 1993년 12월 24일: 특별사면 163명 특별복권 24명
- 1995년 제50주년 광복절 기념: 특별사면 1587명 특별감형 426명 특별복권 528명
  - 일반 형사범 2314명, 공안사범 855명 등 3169명 특별사면
    - 사면 1269명(잔형면제 1242명 형선고실효 27명), 감형 426명 복권 528명, 사면복권 318명, 형집행정지 3명, 가석방 625명[10]

- 1995년 12월 2일 대통령령 제14818호: 일반사면 258만 5000명 징계사면 1만 명
- 1996년 2월 25일 대통령 취임 3주년 기념: 특별사면 23명 특별감형 1명
- 1996년 8월 15일 제51주년 광복절 기념: 특별사면 6명 특별복권 5명
- 1997년 10월 3일 개천절 기념: 특별사면 15명 특별복권 8명
- 1997년 12월 22일 무제: 특별사면 25명: 전두환·노태우 전 대통령을 임기 말 전격 특별사면·복권

김대중 대통령1998년 사상 최대인 552만7천여명에 대해 외환위기에 처한 경제적 상황에서 국민을 '나라 살리기'에 적극 동참시켜야 한다는 취지의 특별사면
- 1998년 3월 13일  제15대 대통령 취임 기념: 특별사면 3만 2739명 특별감형 1258명 특별복권 806명 징계사면 16만 6334명
- 1998년 8월 15일 건국 50주년 경축 기념: 특별사면 3424명 특별감형 13명 특별복권 1402명
- 1999년 2월 25일 대통령 취임 1주년 기념: 특별사면 6208명 특별감형 12명 특별복권 1088명

1958년 간첩혐의로 체포돼 41년째 복역중인 우용각(71)등 29년 이상 복역한 미전향 장기수 17 명이 준법서약서 제출여부와 관계없이 잔형집행 면제로 석방, 집행유예중 마약투약 혐의로 벌금형과 치료감호를 선고받고 공주 교도소에서 치료감호중인 고 박정희 대통령의 외아들 박지만은 1997년 2월 선고된 징역 2년과 집행유예 3년에 대한 형선고 실효, 국가보안법 위반 사범인 임수경, 임종석, 서경원, 황석영, 작고한 문익환 목사 등은 복권하고 벌금을 못내 노역장에 유치된 생계형 범죄 자 중 500만원 이하의 벌금 미납자 2000여명을 석방하고 이들과의 형평 성을 고려해 벌금중 일부를 내고 이미 석방된 7000여명에게 벌금잔액 면제
- 1999년 8월 15일 제54주년 광복절 기념: 특별사면 828명 특별감형 7명 특별복권 256명 징계사면 31명
- 1999년 12월 31일 대통령 신년 은전 조치: 형집행정지, 금융제재해지 등 49만 5697명
- 2000년 8월 15일 제55주년 광복절 기념: 특별사면 2만 7029명 특별감형 810명 특별복권 525명[11]
- 2002년 7월 10일 월드컵 경추(운전면허 벌점 등 감면 약 481만 명)
- 2002년 12월 31일: 특별사면 93명 특별감형 4명 특별복권 25명

노무현 대통령
- 2003년 4월 30일 제16대 대통령 취임 기념: 특별사면 992명 특별복권 432명
- 2003년 8월 15일 제58주년 광복절 기념: 특별사면 2만 3780명 특별감형 675명 특별복권 170명 징계사면 12만 5164명
- 2004년 5월 26일 부처님 오신 날: 특별사면 63명 특별감형 6명 징계사면 283명

 '정치적 화합' 기조 속에 대북송금 사건에 연루된 임동원 전 국정원장, 이근영 전 산업은행 총재, 이기호 전 청와대 경제수석 등을 특별사면
- 2005년 5월 15일 부처님 오신 날: 특별사면 25명 특별복권 6명 - 이학수 전 삼성그룹 구조조정본부장, 강유식 전 LG그룹 부회장, 김동진 전 현대자동차 부회장, 성완종 경남기업 회장 등 경제인 30명 특별사면

- 2005년 8월 15일 제60주년 광복절 기념: 특별사면 1만 2043명 특별감형 567명 특별복권 1483명
- 2006년 8월 15일 제61주년 광복절 기념: 특별사면 96명 특별감형 19명 특별복권 27명

측근 비리 사건에 연루된 여택수 전 청와대 행정관을 사면한 데 이어 2007년 최도술 전 청와대 총무비서관을 추가로 사면
- 2007년 2월 12일 경제 살리기와 국민통합: 특별사면 146명 특별감형 12명 특별복권 276명
- 2008년 1월 1일 무제: 특별사면 43 특별감형 14 특별복권 18

김우중 전 대우그룹 회장, 정몽원 전 한라그룹 회장, 신건·임동원 전 국가정보원장, 신승남 전 검찰총장, 한화갑 전 의원, 성완종 경남기업 회장 등에 대해 특별사면한 것이 2015년 정치권에서 논란
이명박 대통령
- 2008년 6월 4일 새정부 출범 100일 기념: 특별사면 119명 특별감형 31명
- 2008년 8월 15일 제63주년 광복절 건국 60주년 경축: 특별사면 1만 198명 특별감형 178명 특별복권 1951명 징계사면 32만 8335명
- 2009년 8월 15일 제64주년 광복절 건국 61주년 경축: 특별사면 1947명 특별감형 375명 특별복권 7145명
  - 살인죄 267명과 존속살해 강도살인 등을 포함하여 살인범 320명 등 일반형사범 9470명에 대해 심사, 의결하여 9467명을 광복절 특별사면했다.[13]

- 2009년 12월 31일: 특별사면 1명

서울고등법원 김창석 판사에 의하여 징역3년 집행유예5년 선고받은 이건희 삼성그룹 회장
- 2010년 8월 15일 제65주년 광복절 기념: 특별사면 72명 특별감형 15명 특별복권 2406명 징계사면 5685명
- 2012년 1월 12일: 특별사면 595명 특별감형 185명 특별복권 165명
- 2013년 1월 31일: 특별사면 34명 특별감형 3명 특별복권 18명

임기 말 최시중 전 방송통신위원장과 천신일 세중나모여행 회장 등 측근에 대한 설 특사를 형 확정 후 얼마 지나지 않아 단행, 2013년 용산참사와 관련해 복역 중인 6명 중 철거민 5명 전원에게 잔형 집행을 면제
박근혜 대통령
- 2014년 1월 29일: 특별사면 5812명 특별감형 113
- 2015년 8월 15일 제70주년 광복절 기념: 특별사면 6280명 특별감형 246명 특별복권 1명
- 2006년 8월 15일 제71주년 광복절 기념: 특별사면 4612명 특별감형 261명 특별복권 3명

문재인 대통령
- 2017년 12월 29일 일반 형사범 특별사면·감형 6396명, 불우 수형자 특별사면·감형 18명, 용산 철거현장 화재사망 사건 가담자 25명(재판 진행중 1명 제외), 운전면허 행정제재 특별감면 165만 975명, 생계형 어업인 행정제재 특별감면 1716명, 정치인 공직선거법 위반 1명 (정봉주 등 사건)

### 미국
미국 대통령의 사면권은 절대적이므로 연방의회가 대통령 사면권에 제한을 두는 법안을 제정하는 것은 위헌이다.

## 논란
- 정부에서는 특별사면을 국민화합, 국민경제라는 말도 안되는 이유를 들며 시행하여 국민들의 비난이 많다. 많은 국민들이 범죄자를 위한, 힘 있는 자들을 위한 특별사면이라고 매번 반대하지만 역대 많은 대통령들은 특별사면을 남발하여 대통령의 권력 남용 논란이 되고 있다.

## 사면에 관한 법언
- 황제는 특별히 어떤 사람을 풀어줄 수 있다. (학설휘찬)
- 사면 없는 법은 불법 (독일 법언)
- 사면은 법의 편에 선다 (독일 법언)
- 특별한 성질을 가진 정법에의 수단 (라드부르흐)
- 법의 안전판 (예링)
- 대권 가운데서도 가장 음흉한 것 (칸트)
- 사면은 군주의 모든 권한 속에서 가장 애매한 것 (베레이카)
- 사면은 바른 법의 활동 (슈탐러)
- 사면은 세계에서 법보다도 더 깊은 원천에서 공급되어 법보다도 높은 곳에 도달하는 가치있는 것의 상징 (라드부르흐)

## 같이 보기
- 은사권
- 미국의 연방 사면